# 莊芷茵
莊芷茵（英語：Chong Tsz-Yan，1992年11月19日—），前香港政黨熱血公民成員，在網絡電台熱血時報以藝名法子擔任《棟篤笑死朕Sit Down Comedy》及《深宵FOOL人信箱》節目主持。

## 背景
莊芷茵分別於2012年及2016年參與黃洋達和陳云根的選舉工程，成為助選團一員為其助選。喜歡舞台劇，在2009年起已踏上台板參與劇場演出。2017年起，加入網絡電台熱血時報，以藝名法子演出《熱血劇場華夏上班族》及擔任《深宵FOOL人信箱》主持，成為節目主持後，首次挑戰第七期「熱血主持神七課金排名榜」就成為最高課金額的主持人，第八期在排名榜十名之內，第九期排名第三位，及在第63期熱血時報實體版成為封面女神之一。第十期排名榜同樣位列三甲，莊芷茵廣受觀眾聽眾歡迎及支持。

## 個人理念

### 2019冠狀病毒病疫情

#### 指社會應多加關心經濟狀況
2020年7月10日，莊芷茵於社交網站表示經濟環境及就業環境愈來愈差，很多上班族被公司開除沒有工作，愈來愈多店舖結業，但社會卻好像只關心COVID-19的個案。她認為防疫當然重要，但她指出除了病毒會殺人，經濟衰退也一樣會殺人。莊同時表示如果大眾凡見到有人不戴口罩就進行討伐、起底以及公審，不斷進行「口罩獵巫」，還有什麼理據去反駁政府以防疫之名限制自由。

## 選舉

### 2020年香港立法會選舉
熱血公民成員莊芷茵在2020年4月29日在網台「熱血時報」節目《熱血政治》及《棟篤．笑死朕
Sit Down Comedy》中，莊芷茵宣布考慮參選2020年立法會香港島選區選舉，鄭錦滿為名單第二位。
2020年7月18日，於中環碼頭海傍召開記者會宣佈正式參選。2020年7月31日，行政長官林鄭月娥宣佈因2019冠狀病毒病疫情（COVID-19）肆虐影響公眾安全，引用《香港法例》第241章《緊急情況規例條例》，押後至2021年9月5日才選行立法會選舉。

## 外部連結
- 莊芷茵的Facebook個人帳戶（页面存档备份，存于）
- 莊芷茵的Facebook競選專頁（页面存档备份，存于）
- 莊芷茵的Instagram帳戶